# Melody (film 1953)
Melody è un film del 1953 diretto da Ward Kimball e Charles August Nichols. È un cortometraggio animato, prodotto dalla Walt Disney Productions e uscito negli Stati Uniti il 28 maggio 1953, distribuito dalla RKO Radio Pictures.